# Marek Szczepański
Marek Stanisław Szczepański (ur. 13 kwietnia 1956 w Częstochowie, zm. 11 października 2023) – polski socjolog i nauczyciel akademicki, profesor nauk humanistycznych, profesor zwyczajny Uniwersytetu Śląskiego, członek korespondent Polskiej Akademii Nauk.

## Życiorys
W 1978 ukończył socjologię na Uniwersytecie Śląskim. W 1983 uzyskał na tej samej uczelni stopień naukowy doktora. W 1989 na Wydziale Nauk Społecznych Uniwersytetu Śląskiego habilitował się na podstawie rozprawy zatytułowanej Modernizacja, rozwój zależny, rozwój endogenny. Socjologiczne studium teorii rozwoju społecznego. 10 maja 1995 otrzymał tytuł profesora nauk humanistycznych. Specjalizował się w zakresie socjologii edukacji, socjologii miasta i regionu, socjologii społeczności lokalnych, teorii rozwoju społecznego.
Jako autor, współautor i redaktor ogłosił około 350 publikacji w kraju i zagranicą. Był autorem kilkudziesięciu badań poświęconych m.in. problemom regionalnym w okresie transformacji ustrojowej, a także redaktorem pierwszej strategii rozwoju metropolii górnośląskiej i współautorem strategii rozwoju województwa śląskiego.
Zawodowo był związany z Instytutem Socjologii Uniwersytetu Śląskiego w Katowicach (pełnił funkcję dyrektora tej jednostki). Na uczelni tej przeszedł kolejne szczeble kariery naukowej, obejmując w 1997 stanowisko profesora zwyczajnego. Był też pracownikiem Głównego Instytutu Górnictwa, profesorem Akademii Techniczno-Humanistycznej w Bielsku-Białej i wykładowcą Akademii im. Jana Długosza w Częstochowie. Został również wykładowcą w Instytucie Socjologii Uniwersytetu Opolskiego oraz Wydziału Nauk Humanistycznych i Społecznych Szkoły Wyższej Psychologii Społecznej w Warszawie. Był współzałożycielem Wyższej Szkoły Zarządzania i Nauk Społecznych w Tychach, pełnił funkcję rektora tej uczelni, objął kierownictwo Katedry Socjologii. Był członkiem prezydium Komitetu Socjologii Polskiej Akademii Nauk i przewodniczącym rady naukowej Instytutu Śląskiego w Opolu.
W 2016 został członkiem korespondentem Polskiej Akademii Nauk. Został także członkiem Centralnej Komisji do Spraw Stopni i Tytułów na kadencję 2017–2020.
W 2011 kandydował do Senatu z ramienia Unii Prezydentów – Obywatele do Senatu, zajmując ostatnie, 3. miejsce w okręgu (uzyskał 22,4% głosów).

## Odznaczenia i wyróżnienia
- Tytuł honorowego obywatela Tychów (2009)[3]
- Złota Odznaka Honorowa za Zasługi dla Województwa Śląskiego (2016)[3]
- Nagroda „Pro Scientia et Arte” (2016)[3]

## Wybrane publikacje
- Górny Śląsk 2005. Scenariusz restrukturyzacji, Ośrodek Badań Społeczno-Kulturowych Towarzystwa Zachęty Kultury, Katowice 2005.
- Miasto i mieszkanie w społecznej świadomości. Katowiczanie o Katowicach (współautor), Wyd. Śląsk, Katowice 1997.
- Miasto i przestrzeń w perspektywie socjologicznej (współautor z Bohdanem Jałowieckim), Wydawnictwo Naukowe Scholar, Warszawa 2002.
- „Miasto socjalistyczne” i świat społeczny jego mieszkańców, Wyd. Stanisław Kryciński, Warszawa 1991.
- Opel z górniczym pióropuszem. Restrukturyzacja województwa katowickiego 1989–1996, Wyd. Śląsk, Katowice 1997.
- Pokusy nowoczesności. Polskie dylematy rozwojowe, Wyd. Amp, Katowice 1992.
- Rozwój lokalny i regionalny w perspektywie socjologicznej (współautor z Bohdanem Jałowieckim), Śląskie Wydawnictwa Naukowe WSZiNS, Tychy 2002.
- Tychy 1939–1993. Monografia miasta (red.), Zarząd oraz Rada Gminy, Tychy 1996.
- Współczesne teorie społeczne : w kręgu ujęć paradygmatycznych (red. nauk. z Anną Śliz), Wyd. Uniwersytetu Opolskiego, Opole 2014.
- Zrozumieć rozwój. Od społeczeństw tradycyjnych do informacyjnych (współautor z Kazimierzem Krzysztofkiem), Wyd. Uniwersytetu Śląskiego, Katowice 2002.